# Karim Konaté
Karim Konaté (ur. 21 marca 2004 w Koumassi) – iworyjski piłkarz grający na pozycji napastnika w austriackim klubie Red Bull Salzburg oraz w reprezentacji Wybrzeża Kości Słoniowej. Zwycięzca Pucharu Narodów Afryki  w 2023 roku. 

## Kariera klubowa
Swoją piłkarską karierę Konaté rozpoczął w klubie ASEC Mimosas. W sezonie 2020/2021 zadebiutował w jego barwach w pierwszej lidze iworyjskiej. W sezonie 2020/2021 wywalczył z nim mistrzostwo Wybrzeża Kości Słoniowej.

## Kariera reprezentacyjna
W reprezentacji Wybrzeża Kości Słoniowej Konaté zadebiutował 3 września 2021 w zremisowanym 0:0 meczu eliminacji do MŚ 2022 z Mozambikiem, rozegranym w Maputo. W 2022 roku został powołany do kadry na Puchar Narodów Afryki 2021. Nie rozegrał na tym turnieju żadnego meczu.